# راس مایر
 راس مایر (انگلیسی: Russ Meyer؛ ۲۱ مارس ۱۹۲۲ – ۱۸ سپتامبر ۲۰۰۴) یک تهیه‌کننده، و کارگردان اهل ایالات متحده آمریکا بود.
از فیلم‌ها یا مجموعه‌های تلویزیونی که وی در آن‌ها نقش داشته است می‌توان به آقای تیز هرزه و زنان آمازون در ماه اشاره نمود.